# トラベラーズ
トラベラーズ（The Travelers Companies）は、株式市場時価総額でアメリカ最大の保険会社である。アメリカの営業用不動産、不慮の事故および個人保険の2番目に大きな引き受け保険会社である。

## 概要
トラベラーズはニューヨーク市、ハートフォード（コネチカット州）およびセントポール（ミネソタ州）に主要な事業所を置いている。 トラベラーズは2009年6月8日にダウ・ジョーンズ工業株平均株価の構成銘柄になることが、2009年6月1日に発表された。
トラベラーズは英国、アイルランド、シンガポール、上海、カナダでの事業に加えて、米国全土に支社がある。 
2008年にトラベラーズは、240億ドルの収入および1100億ドルの総資産を報告した。 
トラベラーズは子会社。および、約14,000の代理店・ブローカーによって政府部門や法人、および個人に対して、商用および動産、災害保険サービスを提供している。トラベラーズは3つのセグメントを通して保険を提供している。
- 個人保険（個人のための住宅、自動車および他の保険商品を含む）
- 事業保険（アメリカにおいて幅広い財産および災害保険、ならびに保険関連のサービスを含む）
- 金融保険、専門的保険、国際保険（金融ビジネス及び財産保険、不慮の事故に対する保険。これらの事業は国際市場で優位である）

## 歴史
現在のトラベラーズは、1853年にミネソタ州セントポールで設立されたセント・ポール火災海上保険（Saint Paul Fire and Marine Insurance Co.）と、1864年にコネチカット州ハートフォードに設立されたトラベラーズ保険（Travelers Insurance Company）の2社を主な母体とする。
旧トラベラーズは1993年に同じ米国の金融グループであるPrimerica（w:en:Primerica Financial Services）に買収されるが、Primericaは「トラベラーズ」のブランド力を重視し、グループ名を「トラベラーズ・グループ」に変更。当時Primerica傘下だった投資銀行のスミス・バーニーなどとグループを形成したほか、1997年には当時経営難に陥っていた米投資銀行大手のソロモン・ブラザーズを傘下に収める。1998年にトラベラーズ・グループは米銀行大手のシティバンクと合併し、グループ名をシティグループとした。
しかし当初シティグループが狙っていた、銀行と保険の販売チャネル統合によるシナジー効果は思うように得られなかったため、シティグループは2002年に旧トラベラーズの保険部門を子会社として分離した上で、2003年にメットライフに売却した。
2004年にはセント・ポールとトラベラーズが合併し、社名をセント・ポール・トラベラーズとするが、2007年に同社がシティグループからトラベラーズの象徴ともいえる「傘付きロゴ」に関する商標権（メットライフへの売却後もシティグループが保有していた）を買い戻したのに伴い社名を現在のトラベラーズに変更し、現在に至っている。